# Mini Ladd
Craig Joseph Thompson (nacido el 7 de enero de 1995), conocido por la comunidad en línea como Mini Ladd, es un animador, comediante, vlogger, gamer y YouTuber británico. A agosto de 2019, ha acumulado más de 10 millones de seguidores en todas las plataformas sociales (YouTube, Twitter e Instagram), más de 1,4 mil millones de visualizaciones y un promedio de aproximadamente 50,000 espectadores simultáneos durante sus transmisiones en vivo. En septiembre de 2019, Thompson fue nombrado Número 3 de los 100 principales Influencers en el Reino Unido por the Sunday Times.

## Carrera y donaciones
Thompson lanzó su primer canal de YouTube, "Mini Ladd", en mayo de 2011, publicando principalmente contenido relacionado con juegos y videos de compilación. En 2018, lanzó su segundo canal, "Craig Thompson", en el que el contenido estaba principalmente fuera de vlogs. En 2019, lanzó su tercer canal de YouTube, "Mini Ladd Vault", en el que sube videos antiguos de su canal Mini Ladd que anteriormente se desmonetizaron o eliminaron. En 2018, Thompson se asoció con el Proyecto Thirst y recaudó más de 1 150,000 para alivio. En 2019, el Proyecto Thirst lo nombró uno de los miembros de su Junta Directiva.
En 2019, el City of Derry R. F. C. renombró su estadio como "Craig Thompson Stadium". City of Derry terminó su relación con Thompson en julio de 2020 tras acusaciones de conducta sexual inapropiada hechas en su contra.
En septiembre de 2019, Thompson fue nombrado por The Sunday Times como uno de los 100 principales influencers de Gran Bretaña, detrás de KSI y PewDiePie.